# Schloss Pniewy

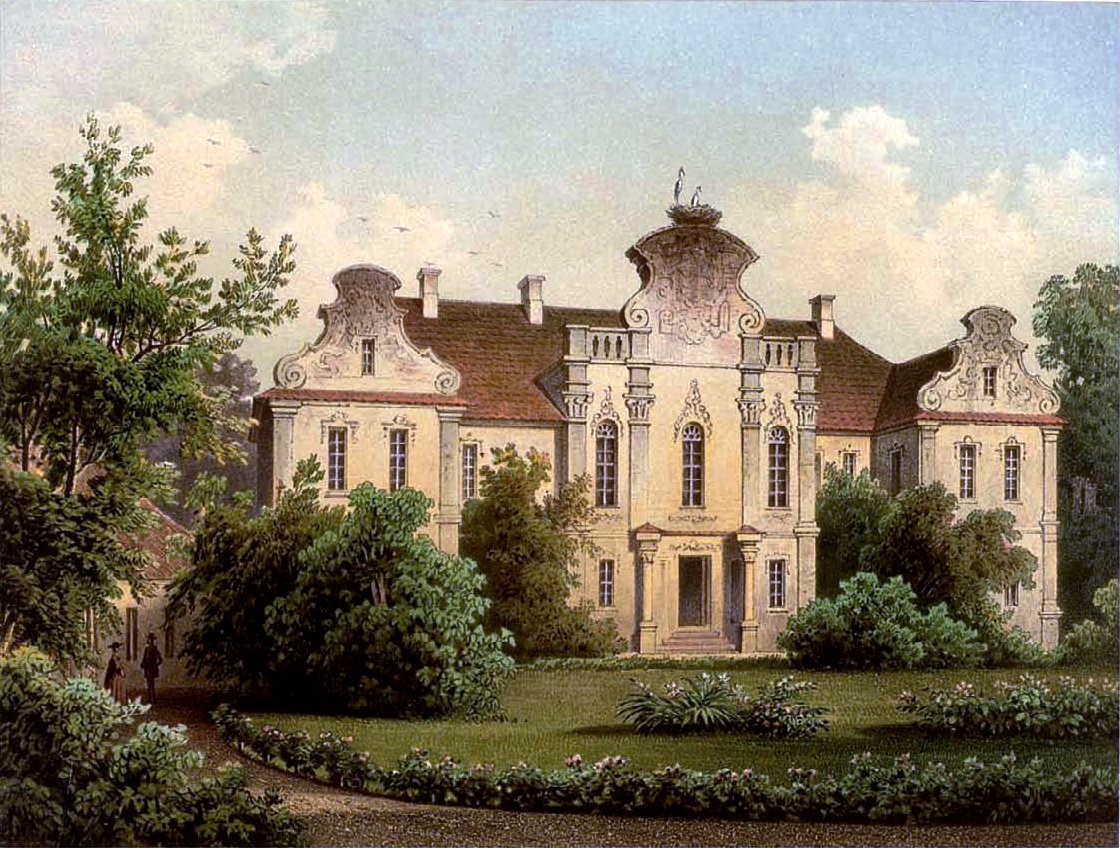
Ansicht in der Sammlung Duncker

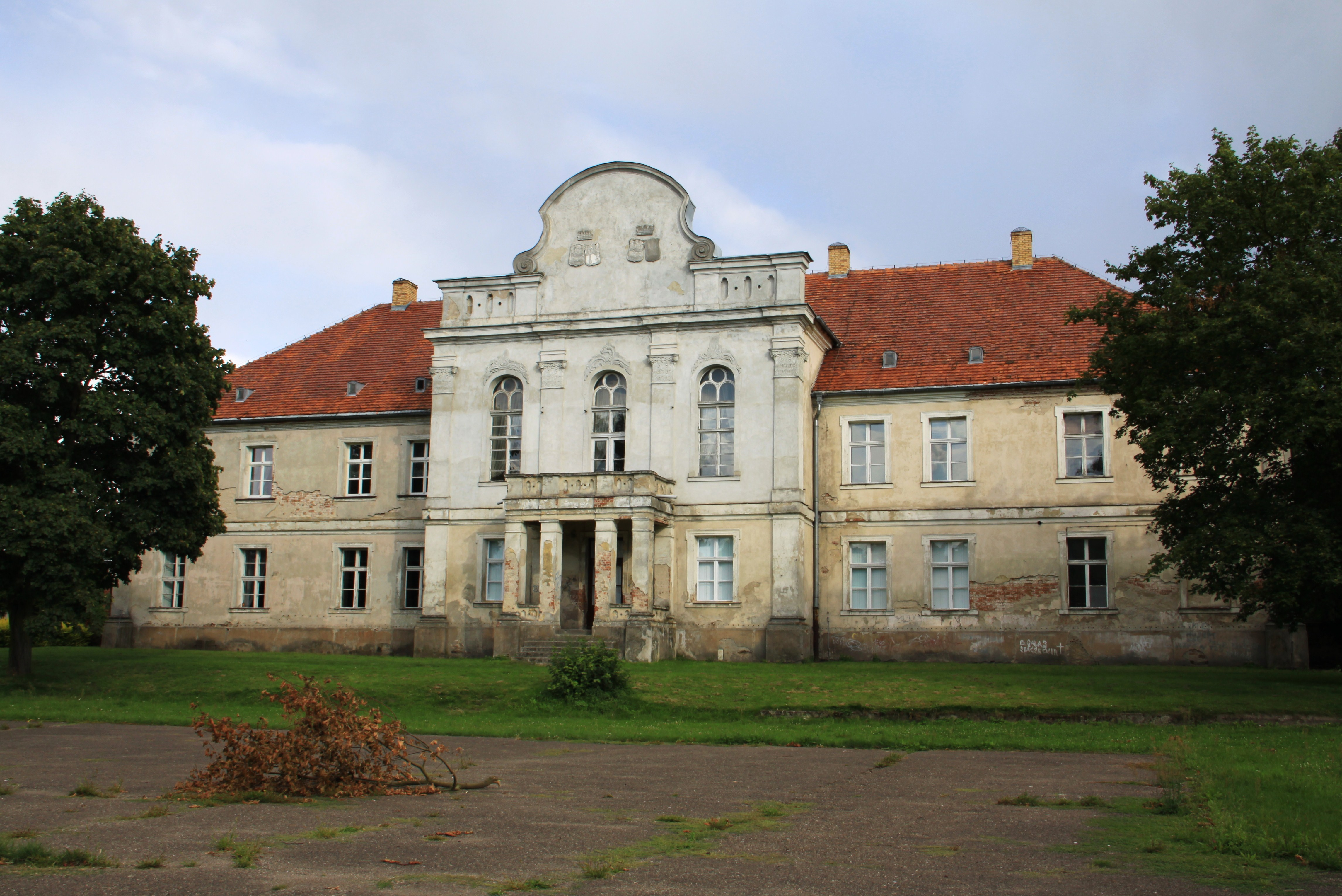
Giebel mit Wappen Massenbach-Tucher Simmelsdorf (l), Massenbach-Palm (r)

Das Schloss Pniewy (Schloss Pinne) ist ein Schlossbau in Pniewy (Pinne) im Powiat Szamotulski (Kreis Samter) der Woiwodschaft Großpolen.

## Geschichte
Das erste dreiflügelige Schloss wurde von den Szolderski Anfang des 18. Jahrhunderts erbaut. Der Ort gehörte zum preußischen Kreis Samter im damaligen aufgeteilten Polen. Ab 1803 war Wilhelm von Rappard Besitzer, durch Erbe gelangte der Besitz 1852 an Georg Freiherr von Massenbach.

## Bauwerk
Der Bau im Stil des Spätbarock auf rechteckigem Grundriss ist einstöckig und mit einem Walmdach gedeckt. Die zwei vorgezogenen Flügel und der Mittelrisalit sind von mächtigen Giebelaufbauten bekrönt. An der Gartenseite befindet sich vor dem Risalit ein Säulenvorbau mit Balkon. Die barocken Giebel tragen die Wappen der Szołdrskis und der Massenbachs. Außerdem trägt der Mittelrisalit das Baudatum 1739.

## Galerie

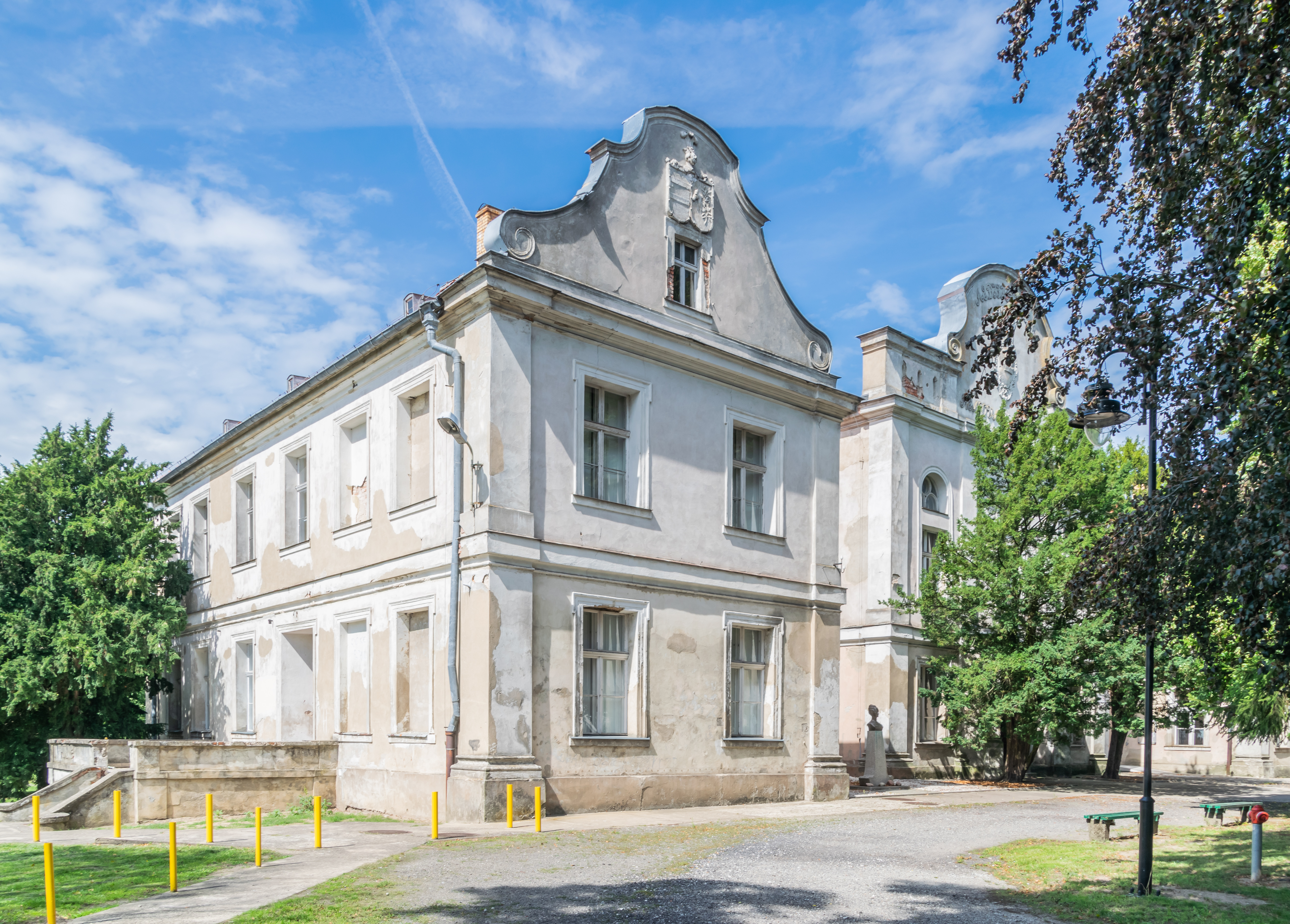
Giebel mit Wappen Massenbach,  Nathusius
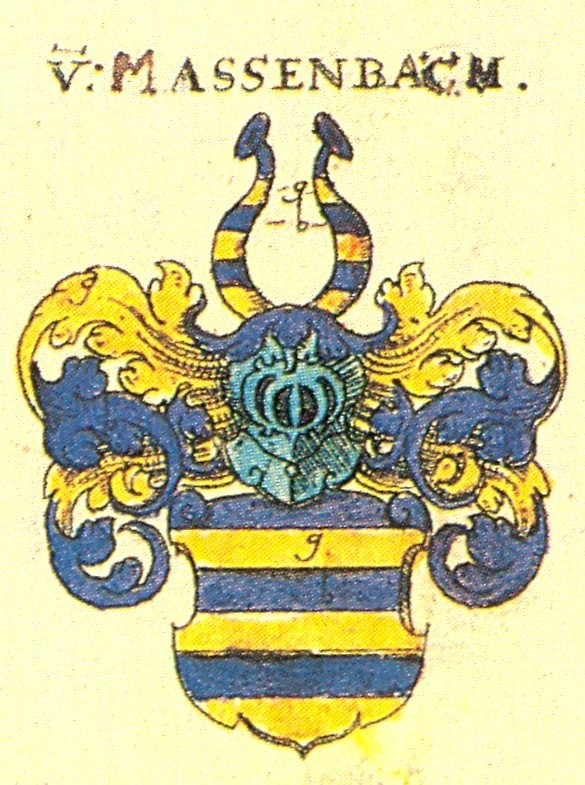
Wappen Karl von Massenbach
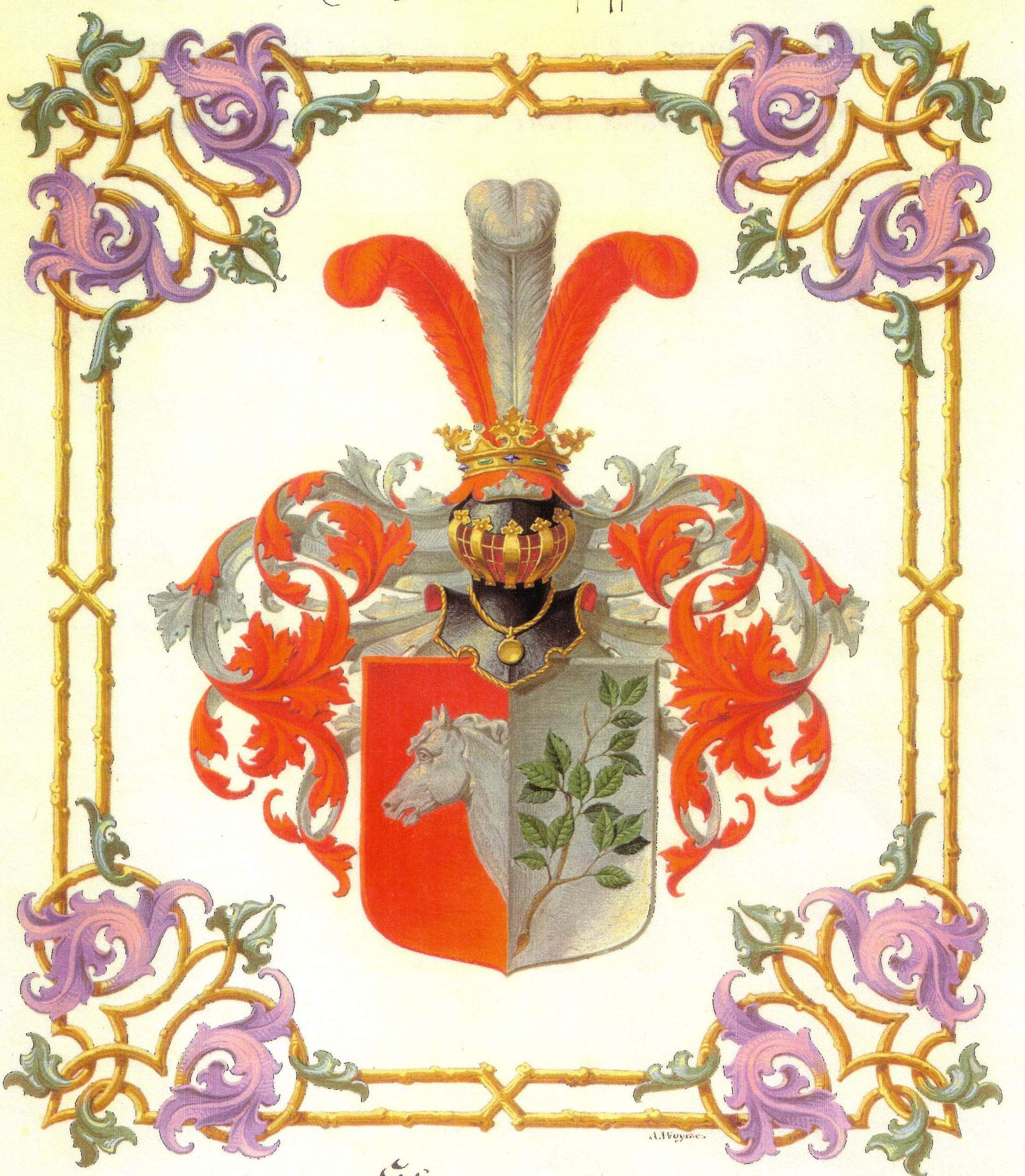
Wappen Elsbeth von Nathusius
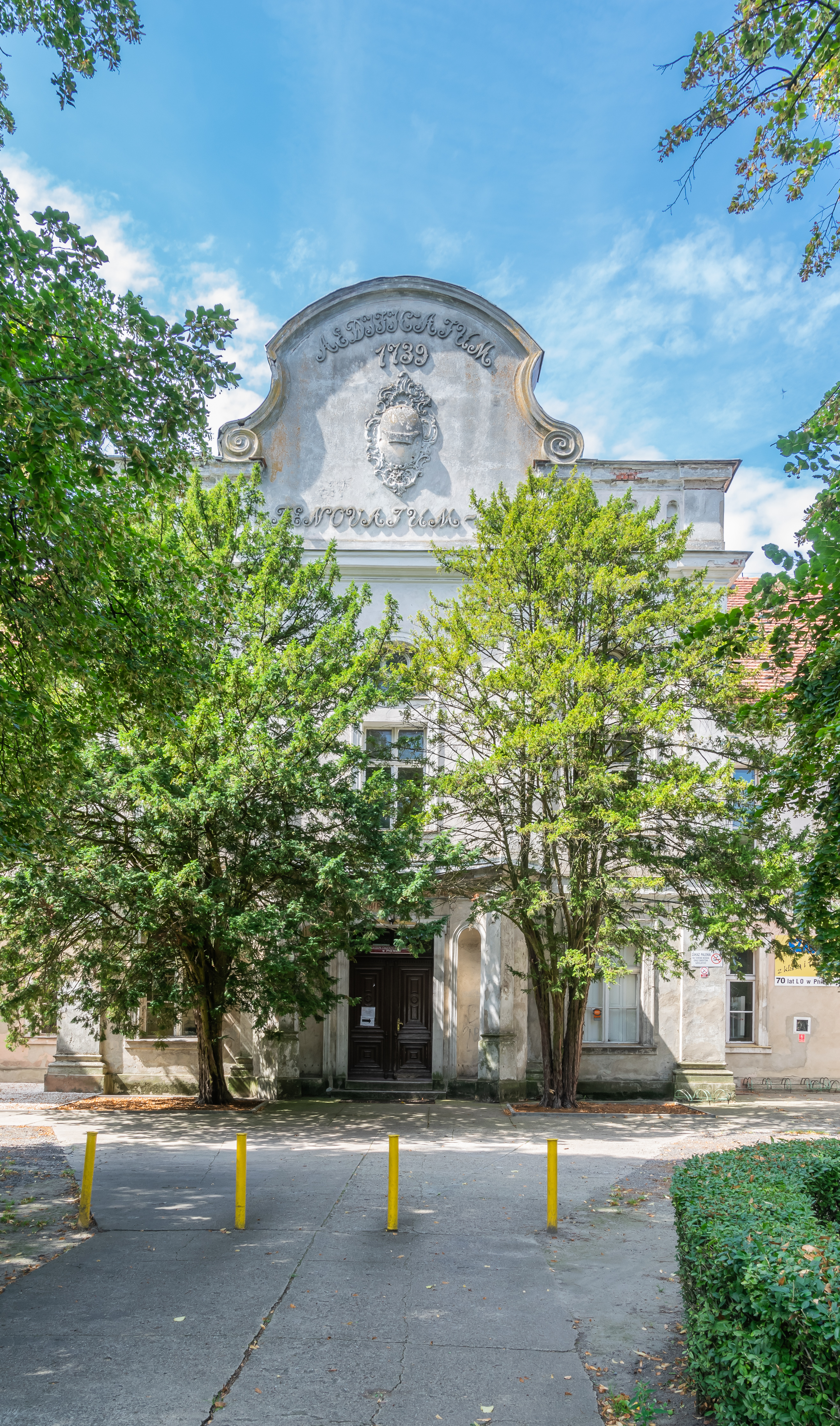
Giebel mit Wappen Łodzia (Wł. Szołdrski)
Wappen Łodzia (Wł. Szołdrski)
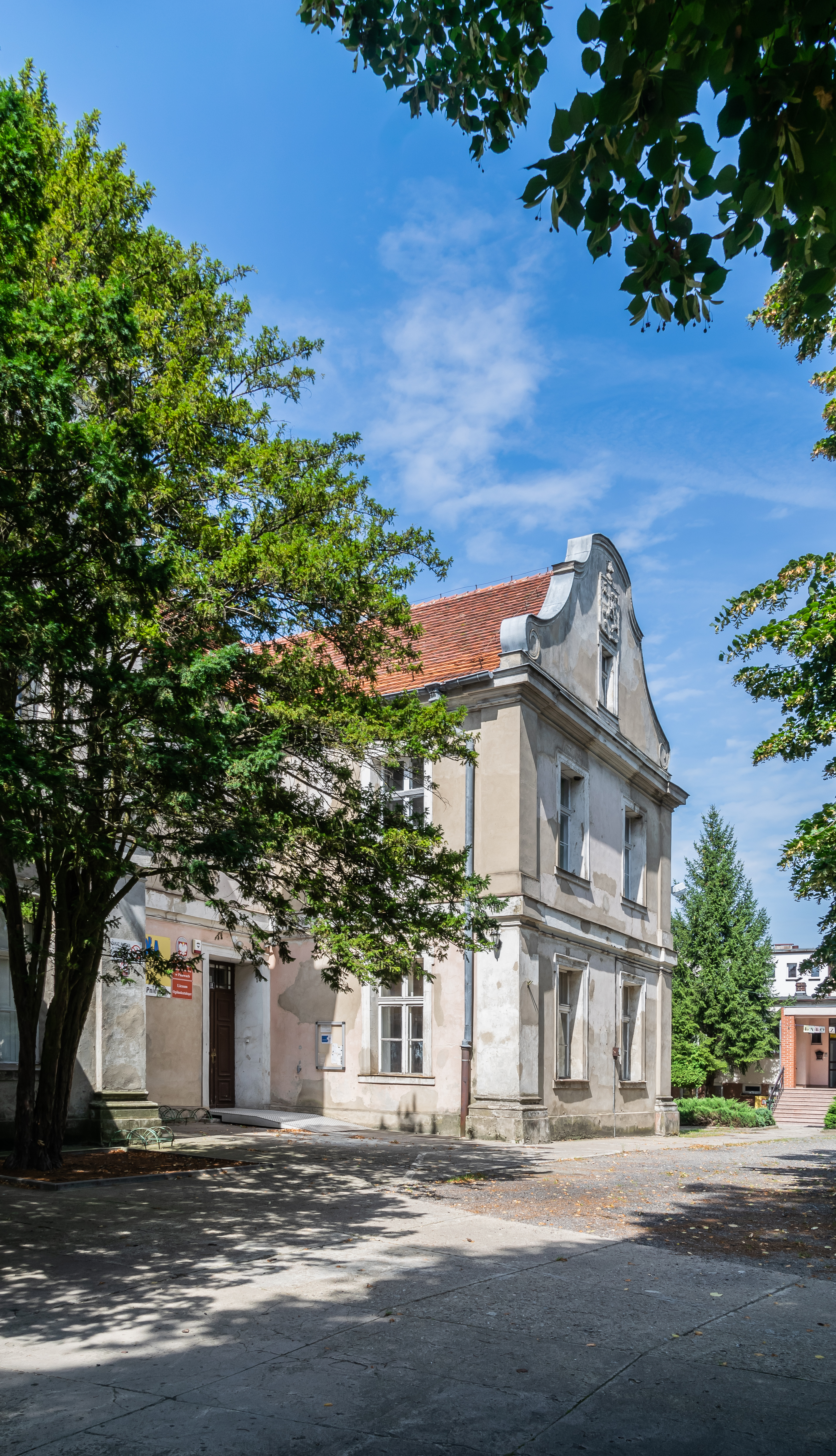
Giebel von Wappen  Karl von Rappard
Wappen Karl von Rappard
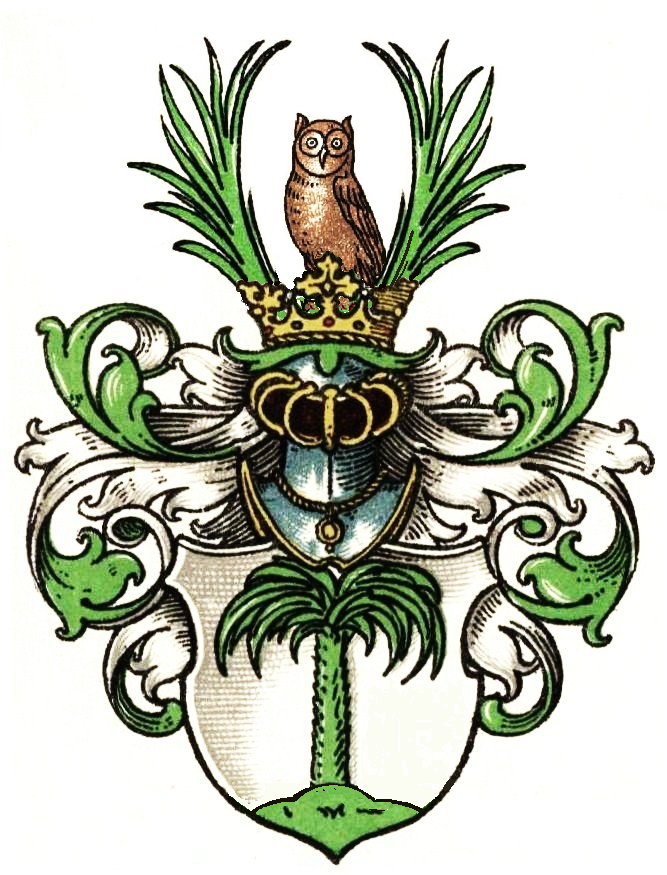
Wappen Maria von Palm
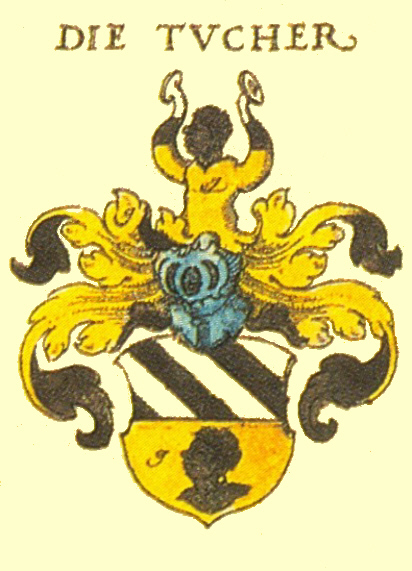
Wappen Margarethe Tucher Simmelsdorf

Georg von Massenbach (1721–1788) ⚭ Friederike Edelsheim (1724–1791)

|

Christian Karl von Massenbach (1758–1827) ⚭ Amalie Henriette de Gualtieri (1767–1846)

|

Adelheida Friedricka von Massenbach (1790–1846) ⚭ Karl von Rappard (1794–1853)
———
Georg Karl von Massenbach (* 1843) ⚭ Elsbeth Dorothea von Nathusius (* 1846)

|

Johann Karl von Massenbach (1874–1943) ⚭ Margarethe Tucher von Simmelsdorf